# Фарсетти, Филиппо
Филиппо Винченцо Фарсетти (итал. Filippo Vincenzo Farsetti, 13 января 1703, Венеция — 22 сентября 1774, Венеция) — итальянский антиквар, коллекционер произведений искусства, меценат, ботаник-любитель.

## Биография
Филиппо, сын Антона Франческо Фарсетти и Марины Фоскари, по материнской линии происходил из древнего патрицианского рода Венеции, наиболее известным представителем которой был 65-й венецианский дож Франческо Фоскари (1373—1457). Предки со стороны отца происходили из Тосканы, их потомки обосновались по всей Северной Италии.
Семья обосновалась в Венеции в конце 1664 года. Значительное состояние означало для Филиппо комфортное и беззаботное детство и юность. Первые годы своей жизни он был поглощён учёбой и далёк от политических забот и интриг, связанных с завоеванием престижных должностей, в том числе благодаря выбору «мелких чинов» (оrdini minori) католической церковной иерархии, которые влекли за собой только обязанности носить титул настоятеля и иногда церковные облачения. Поэтому его называли «ослабленным» (indebolito) Фарсетти. В этом же контексте слово «аббат» (abate), которым биографы часто сопровождают его имя, использовалось в то время не в качестве именования должности, а, подобно французскому «abbé», как почётный титул клирика младшего ранга.
Филиппо Фарсетти много путешествовал: Рим, Неаполь, Флоренция. В Париже он жил длительное время, подружившись с писателями, художниками, библиофилами. В Париже он стал масоном, членом французской ложи Coustos-Villeroy.
Фарсетти сумел завоевать доверие и стал влиятельным коллекционером и меценатом, его протекции способствовали распространению в Италии, в частности, в Венеции, идеологии неоклассицизма. Его жизнь, если цитировать восторженные слова Джироламо Дандоло, можно описать в нескольких словах: «Очень богатый, он расточил большую часть своего не только личного наследия, отдавая предпочтение и вдохновляя художников, а также содействуя изучению ботаники».
Его призвание покровителя искусств выражалось также в бескорыстной помощи многим начинающим писателям и художникам: поддержке первых шагов в карьере прославленного в будущем скульптора Антонио Кановы, погашение долгов Франческо Альгаротти, финансирование знаменитой поездки Альберто Фортиса в Далмацию.
Однако старость Филиппо Фарсетти была горькой: чрезмерные расходы на покровительство и на строительство виллы (по некоторым источникам стоимостью в 1 000 000 дукатов) подорвали его финансы и вынудили продать недвижимость и государственные облигации. Поражённый апоплексией, он стал слабоумным, лёгкой добычей окружавших его авантюристов. Он умер в Венеции 22 сентября 1774 года. Его наследником стал дальний родственник Даниэле Филиппо Фарсетти.

## Вилла Фарсетти

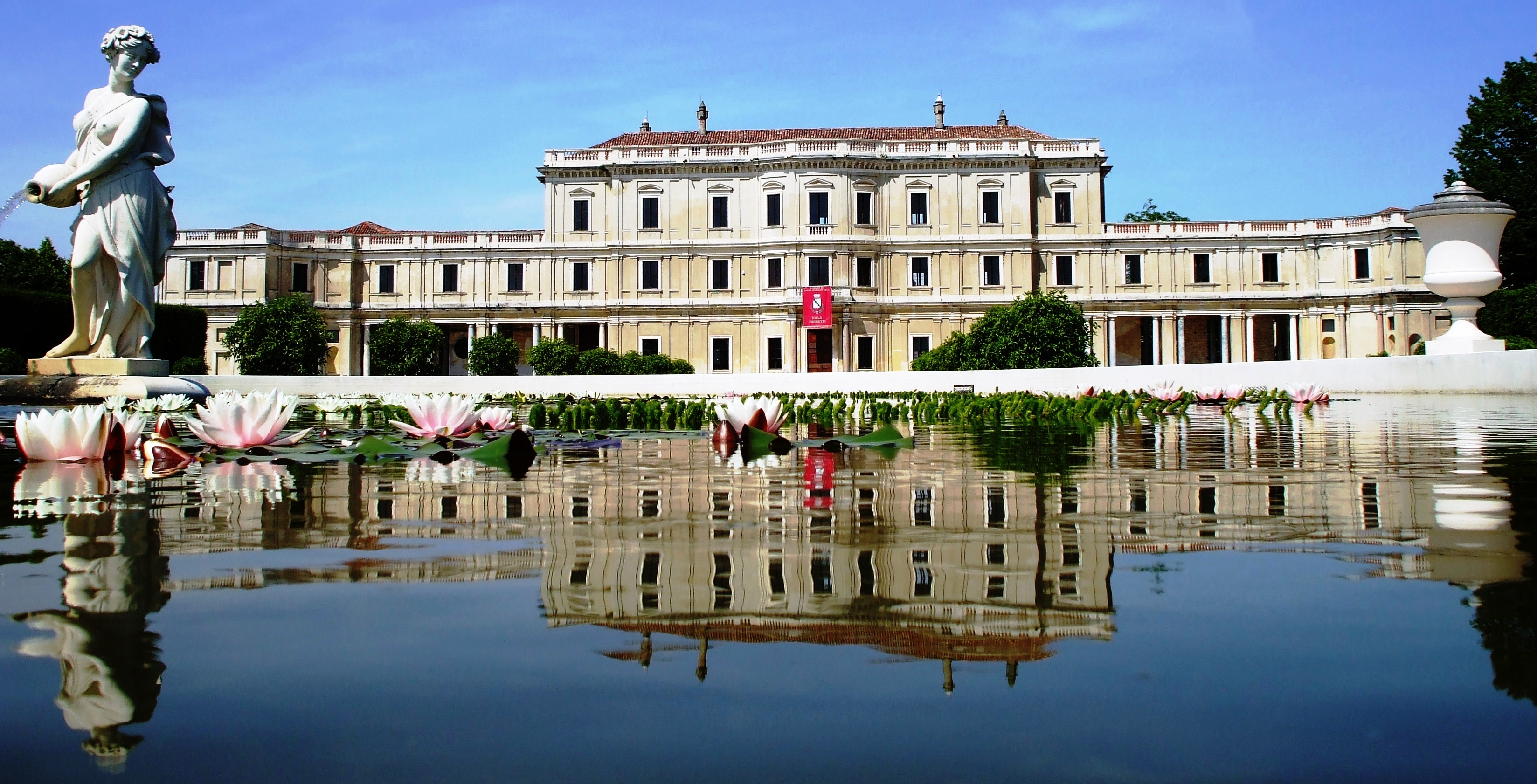
Вилла Фарсетти

В провинции Венето, близ Венеции, в Санта-Мария-ди-Сала (Santa Maria di Sala), Фарсетти с 1758 года строил роскошную виллу, которая вызвала большой отклик и зависть у современников. Сначала Фарсетти думал о строительстве виллы в Падуе, но, по ряду обстоятельств, решил преобразовать здание, уже приобретённое в 1710 году его дядей Антоном Франческо Фарсетти. На основе проекта, разработанного в Риме архитектором Апостольских дворцов Паоло Пози, он построил монументальный комплекс, полностью отличающийся от традиционных венецианских образцов. Главное здание виллы, сохранившееся до настоящего времени, построено в новом тогда неоклассическом стиле.
Вилла, украшенная 42 мраморными колоннами, взятыми с согласия Папы из руин античного храма богини Конкордии на римском форуме, включала, подобно вилле Адриана в Тиволи, уменьшенные модели-реконструкции Кампидольо (Капитолийской площади) в Риме, храма Дианы и Юпитера Капитолийского, сады со статуями и большими вазами, искусственными руинами «античных зданий». Среди водных потоков, плотин и водопадов было небольшое озеро. Из всех особенностей этой чудной виллы наиболее заметным был ботанический сад, созданный по совету Луи Клериссона, полный редких и экзотических растений. Сам Фарсетти был неплохим ботаником, он увлекался ботаникой с детства, и способствовал, среди прочего, культивированию в Италии магнолии. Известны каталоги садовых растений, которые редактировал Фарсетти, другие, которые в 1793 и 1796 годах, составлял его племянник Антон Франческо Фарсетти.

## Коллекция Фарсетти

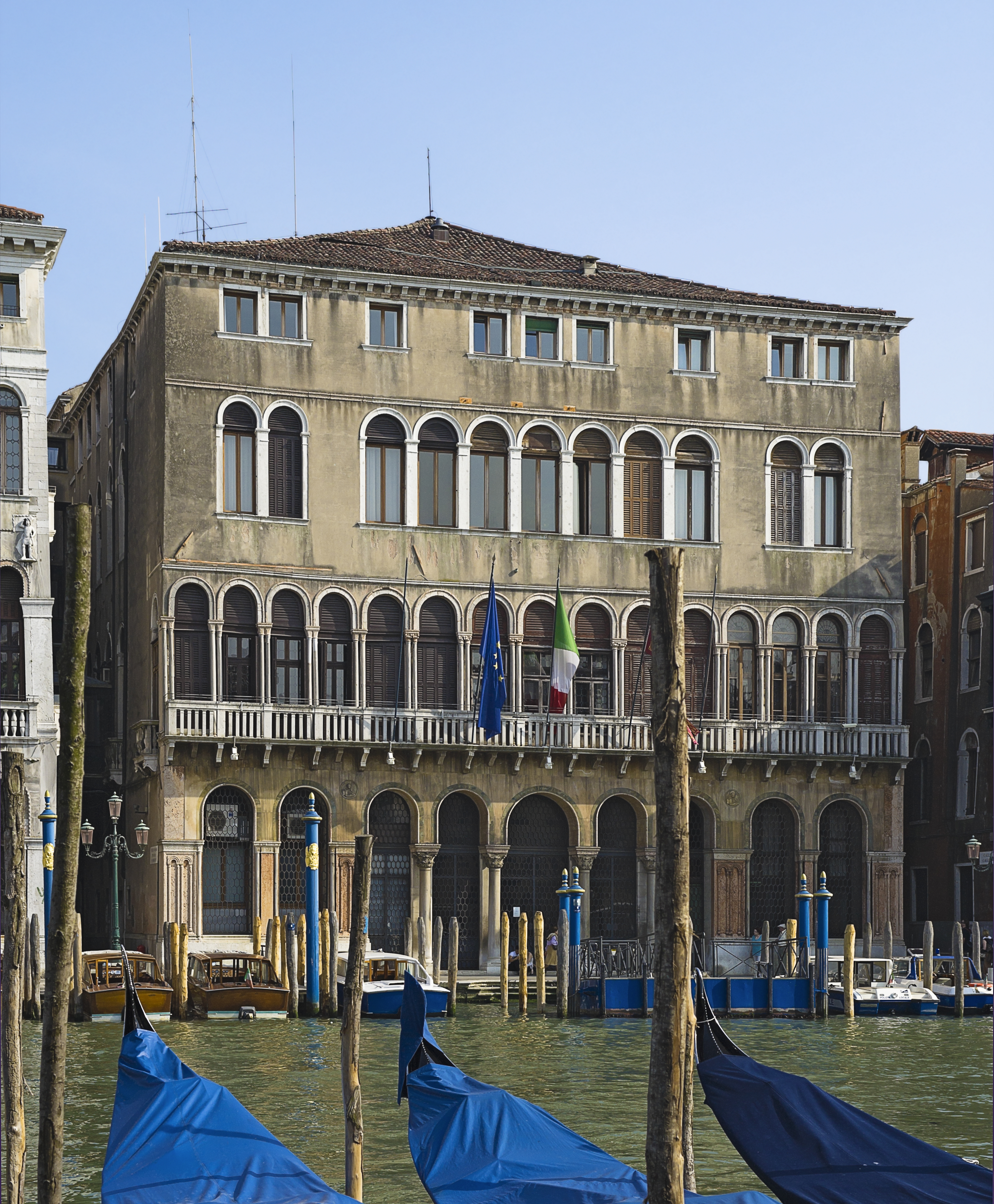
Ка-Фарсетти

Выдающуюся коллекцию произведений искусства Филиппо Фарсетти сформировал в своей городской резиденции Ка-Фарсетти (Ca 'Farsetti) в Венеции на Гранд-канале в районе Сан-Марко, недалеко от моста Риальто. Это палаццо вскоре стало своего рода музеем, с 1755 года открытым для всех желающих: художников, простых горожан и иностранных приезжих, среди которых был Иоганн Вольфганг фон Гёте.
Скульптурная часть коллекции включала 253 гипсовых слепка классических и современных скульптур (статуи, бюсты, головы, барельефы). Папа Бенедикт XIV дал Фарсетти разрешение снимать гипсовые копии с наиболее известных статуй античности и нового времени. Оригиналы для слепков искали по всей Италии, а также в Испании, Франции, Англии.
В раздел живописи вошли копии, сделанные маслом Луиджи Поцци с фресок, выполненных в Рафаэлем в Ватикане и Аннибале Карраччи в Палаццо Фарнезе. В коллекции были также 125 картин голландских и фламандских живописцев: Рембрандта, Питера Пауля Рубенса и Антониса ван Дейка, итальянских мастеров шестнадцатого и семнадцатого веков: Тициана, Антонио да Корреджо, Сальватора Роза, Гверчино, Тинторетто, Андреа дель Сарто, Алессандро Маньяско, Пьетро да Кортона, Падованино, Джорджоне, Луки Джордано, Пальма ди Джоване и несколько работ современных художников, таких как Лука Карлеварис, Себастьяно Риччи и Франческо Дзуккарелли.
Музей Фарцетти стал фактическим филиалом Венецианской академии, где молодые люди, пожелавшие изучать архитектуру, живопись и скульптуру, могли ознакомиться с шедеврами, размещёнными хозяином более для изучения, чем для украшения дома. Среди молодых художников, которые часто посещали коллекцию, был Антонио Канова, создавший свои первые скульптуры для Фарсетти.
В собрании были представлены сделанные Антонио Кики модели из пробки и пемзы самых известных архитектурных памятников Древнего Рима: Триумфальных арок Константина, Тита, Септимия Севера, храма Сивиллы в Тиволи. Антонио Дьедо, бессменный секретарь Венецианской академии, основанной в 1766 году, признал величайшую заслугу «возрождения искусства» в Венеции в изучении гипсовых слепков и архитектурных моделей из коллекции Фарсетти. В собрании Фарсетти были небольшие статуэтки из бронзы и терракоты, в частности выполненные известным скульптором Стефано Мадерно, а также боццетти — предварительные эскизы из гипса и терракоты, созданные скульпторами для последующего перевода в твёрдые материалы.
Коллекция Фарсетти приобрела европейскую известность. В Санкт-Петербургском Эрмитаже есть несколько боццетти из терракоты, происходящих из коллекции Филиппо Фарсетти. Российский император Павел I приобрёл коллекцию Фарсетти в 1800 году (перевод в Санкт-Петербург был завершён в 1805 году при императоре Александре I). Граф А. С. Строганов, в 1800—1811 годах президент Императорской Академии художеств в Санкт-Петербурге, коллекционер и меценат, назвал собрание Фарсетти «славной коллекцией скульптурных произведений». В феврале-мае 2006 года в Эрмитаже проходила выставка «„Славная коллекция скульптурных произведений“. Собрание Фарсетти в Италии и России».